# Eleonora di Öttingen-Spielberg
Eleonora di Öttingen-Spielberg (nome completo in tedesco Maria Eleonore Gabriele Euphrosyne Walburga Anna Notgera; Oettingen in Bayern, 7 luglio 1745 – Vienna, 26 novembre 1812) è stata una nobildonna tedesca.
Moglie di Carlo Borromeo del Liechtenstein, fu un'influente figura politica nell'Austria del suo tempo. Notissimo fu il suo salotto nel quale, tra il 1768 ed il 1790, venne decisa buona parte della politica dell'imperatore Giuseppe II.

## Biografia
Nata principessa di Oettingen-Spielberg, Eleonora era figlia del principe Giovanni Aloisio I e di sua moglie, la principessa Teresa Maria Anna di Schleswig-Holstein-Sonderburg-Wiesenburg.
Venne cresciuta ed educata presso un convento di suore francese a Strasburgo. All'età di 15 anni ereditò vasti possedimenti in Boemia da sua zia e, con la sorella Maria Leopoldina (1741–1795), venne introdotta per la prima volta alla corte imperiale di Vienna, venendo nominata dama d'onore dell'imperatrice Maria Teresa d'Austria, avvicinandosi così significativamente alla famiglia imperiale.
Il 30 marzo 1761, a Vienna, sposò il principe Carlo Borromeo del Liechtenstein, appartenente ad un ramo collaterale dei principi regnanti dello stato del Liechtenstein. Eleonora trascorse le sue estati in Moravia, mentre gli inverni li passò prevalentemente a Vienna. Ebbe una storia d'amore col generale irlandese Charles O'Donnell che ad ogni modo terminò quando questi morì nel 1771.

### Il salotto delle cinque principesse
Dal 1768 in poi, la principessa Eleonora tenne uno dei salotti più influenti della capitale imperiale che vantava spesso l'esclusiva partecipazione dell'imperatore Giuseppe II, il che la rese ben presto un personaggio influente a corte e negli affari di stato.
Giuseppe II tentò addirittura di farne la sua amante nel 1771/1772, ma la principessa rifiutò, pur intrattenendo rapporti amichevoli col sovrano.
Per due decenni, il suo salotto esercitò una notevole influenza negli affari di stato, in particolare per il suo legame privilegiato con Giuseppe II. Esso era noto alle cronache col nome di "salotto delle cinque principesse" dal momento che sue frequentatrici assidue, oltre alla stessa principessa Eleonora, erano la principessa Maria Josepha von Clary und Aldringen (1728–1801), la principessa Maria Sidonia Kinsky von Wchinitz und Tettau (1729–1815) e la principessa Leopoldina del Liechtenstein (1733–1809); il salotto era frequentato anche da altre personalità influenti del mondo della corte viennese come ad esempio il feldmaresciallo conte Franz Moritz von Lacy (1725–1801) ed il tesoriere imperiale principe Franz Xaver Wolfgang von Orsini-Rosenberg (1723–1796). A partire dal 1780, gli incontri al salotto si tennero con una frequenza ancora maggiore (quattro volte a settimana) per discutere di argomenti di cultura, mentre per tre volte a settimana il gruppo si riuniva a parlare di politica. La relazione personale della principessa Eleonora con Giuseppe II, ad ogni modo, non gli negò alcune critiche da parte della nobildonna, come ad esempio nel campo delle politiche ecclesiastiche.
Il salotto delle cinque principesse perse la propria influenza politica con la morte di Giuseppe II nel 1790. Nel corso del Secondo Congresso di Rastatt (1797–1799), la principessa Eleonora fece sentire la propria voce in opposizione alla politica filo-francese del cancelliere Johann Amadeus von Thugut. Fu inoltre avversa al cancelliere Klemens von Metternich e fu probabilmente la sua figura, ancora influente per quanto ormai anziana, a spingere per la deposizione di quest'ultimo dal ruolo di ambasciatore alla corte di Dresda. Si oppose pubblicamente anche al matrimonio tra l'arciduchessa Maria Luisa d'Austria e l'imperatore francese Napoleone Bonaparte del 1810, architettato a tavolino dallo stesso Metternich.
Eleonora del Liechtenstein ha lasciato moltissime lettere che rappresentano ancora oggi una delle fonti più significative per conoscere la vita della corte austriaca dell'epoca.

## Matrimonio e figli
Eleonora di Öttingen-Spielberg sposò nel 1761 il principe Carlo Borromeo del Liechtenstein (1730-1789), il quale fu pure un confidente di Giuseppe II. Il matrimonio della coppia andò a costituire un ramo parallelo della casata dei principi del Liechtenstein. La coppia ebbe insieme i seguenti figli:
- Maria Giuseppa (1763-1833), sposò nel 1782 il conte Johann Nepomuk Ernst Harrach zu Rohrau und Thannhausen (1756-1829); senza eredi
- Carlo Giuseppe Emanuele (1765-1795), sposò nel 1789 la contessa Marianne Josepha von Khevenhüller-Metsch
- Giuseppe Venceslao (1767-1842), canonico a Colonia e Salisburgo poi maggiore generale dell'esercito imperiale
- Gaspare Melchiorre (1770-1773)
- Maurizio Giuseppe Giovanni (1775-1819), feldmaresciallo luogotenente dell'esercito imperiale, sposò nel 1806 la principessa Marie Leopoldine Esterházy von Galántha
- Francesco Luigi Crispino (1776-1794), militare, morto in battaglia a Bruxelles
- Luigi Gonzaga Giuseppe (1780-1833), feldmaresciallo dell'esercito imperiale, celibe

## Ascendenza
|                                                               |                                                                |                                                                    | Genitori                                        |  |  | Nonni |  |  | Bisnonni                                       |  |  | Trisnonni                                        |  |
|                                                               |                                                                |                                                                    |                                                 |  |  |       |  |  | Johann Franz, III conte di Oettingen-Spielberg |  |  | Johann Albrecht, II conte di Oettingen-Spielberg |  |
|                                                               |                                                                |                                                                    |                                                 |  |  |       |  |  | Johann Franz, III conte di Oettingen-Spielberg |  |  | Johann Albrecht, II conte di Oettingen-Spielberg |  |
|                                                               |                                                                | Maria Gertrud zu Pappenheim                                        |                                                 |  |  |       |  |  | Johann Franz, III conte di Oettingen-Spielberg |  |  |                                                  |  |
| Francesco Alberto di Oettingen-Spielberg                      |                                                                |                                                                    |                                                 |  |  |       |  |  | Johann Franz, III conte di Oettingen-Spielberg |  |  |                                                  |  |
|                                                               |                                                                | Ludovica Rosalia von Attems                                        | Johann Jakob, conte di Attems                   |  |  |       |  |  |                                                |  |  |                                                  |  |
|                                                               |                                                                | Ludovica Rosalia von Attems                                        | Johann Jakob, conte di Attems                   |  |  |       |  |  |                                                |  |  |                                                  |  |
|                                                               |                                                                | Ludovica Rosalia von Attems                                        | Judith Maria von Tattenbach                     |  |  |       |  |  |                                                |  |  |                                                  |  |
| Giovanni Aloisio I di Oettingen-Spielberg                     |                                                                | Ludovica Rosalia von Attems                                        |                                                 |  |  |       |  |  |                                                |  |  |                                                  |  |
|                                                               |                                                                | Franz Ignaz, barone di Schwendi                                    | Maximilian, barone di Schwendi                  |  |  |       |  |  |                                                |  |  |                                                  |  |
|                                                               |                                                                | Franz Ignaz, barone di Schwendi                                    | Maximilian, barone di Schwendi                  |  |  |       |  |  |                                                |  |  |                                                  |  |
|                                                               |                                                                | Franz Ignaz, barone di Schwendi                                    | Marie Helene von Leonrod                        |  |  |       |  |  |                                                |  |  |                                                  |  |
| Johanna Margaretha von Schwendi                               |                                                                | Franz Ignaz, barone di Schwendi                                    |                                                 |  |  |       |  |  |                                                |  |  |                                                  |  |
|                                                               |                                                                | Maria Margareta Fugger                                             | Christoph Rudolf, conte Fugger                  |  |  |       |  |  |                                                |  |  |                                                  |  |
|                                                               |                                                                | Maria Margareta Fugger                                             | Christoph Rudolf, conte Fugger                  |  |  |       |  |  |                                                |  |  |                                                  |  |
|                                                               |                                                                | Maria Margareta Fugger                                             | Maria Anna von Montfort                         |  |  |       |  |  |                                                |  |  |                                                  |  |
| Eleonora di Oettingen-Spielberg                               |                                                                | Maria Margareta Fugger                                             |                                                 |  |  |       |  |  |                                                |  |  |                                                  |  |
|                                                               | Friedrich, II duca di Schleswig-Holstein-Sonderburg-Wiesenburg | Philipp Ludwig, I duca di Schleswig-Holstein-Sonderburg-Wiesenburg |                                                 |  |  |       |  |  |                                                |  |  |                                                  |  |
|                                                               | Friedrich, II duca di Schleswig-Holstein-Sonderburg-Wiesenburg | Philipp Ludwig, I duca di Schleswig-Holstein-Sonderburg-Wiesenburg |                                                 |  |  |       |  |  |                                                |  |  |                                                  |  |
|                                                               | Friedrich, II duca di Schleswig-Holstein-Sonderburg-Wiesenburg | Anna Margarete von Hessen-Homburg                                  |                                                 |  |  |       |  |  |                                                |  |  |                                                  |  |
| Leopold, III duca di Schleswig-Holstein-Sonderburg-Wiesenburg | Friedrich, II duca di Schleswig-Holstein-Sonderburg-Wiesenburg |                                                                    |                                                 |  |  |       |  |  |                                                |  |  |                                                  |  |
|                                                               |                                                                | Karolina, duchessa di Legnica-Brzeg-Wołów-Oława                    | Chrystian, duca di Legnica-Brzeg-Wołów-Oława    |  |  |       |  |  |                                                |  |  |                                                  |  |
|                                                               |                                                                | Karolina, duchessa di Legnica-Brzeg-Wołów-Oława                    | Chrystian, duca di Legnica-Brzeg-Wołów-Oława    |  |  |       |  |  |                                                |  |  |                                                  |  |
|                                                               |                                                                | Karolina, duchessa di Legnica-Brzeg-Wołów-Oława                    | Luise von Anhalt-Dessau                         |  |  |       |  |  |                                                |  |  |                                                  |  |
| Teresa Maria Anna di Schleswig-Holstein-Sonderburg-Wiesenburg |                                                                | Karolina, duchessa di Legnica-Brzeg-Wołów-Oława                    |                                                 |  |  |       |  |  |                                                |  |  |                                                  |  |
|                                                               |                                                                | Johann Adam I Andreas, III principe di Liechtenstein               | Karl Eusebius, II principe di Liechtenstein     |  |  |       |  |  |                                                |  |  |                                                  |  |
|                                                               |                                                                | Johann Adam I Andreas, III principe di Liechtenstein               | Karl Eusebius, II principe di Liechtenstein     |  |  |       |  |  |                                                |  |  |                                                  |  |
|                                                               |                                                                | Johann Adam I Andreas, III principe di Liechtenstein               | Johanna Beatrix von Dietrichstein-Nikolsburg    |  |  |       |  |  |                                                |  |  |                                                  |  |
| Maria Elisabeth von Liechtenstein                             |                                                                | Johann Adam I Andreas, III principe di Liechtenstein               |                                                 |  |  |       |  |  |                                                |  |  |                                                  |  |
|                                                               |                                                                | Edmunda Maria von Dietrichstein-Nikolsburg                         | Ferdinand Joseph, III principe di Liechtenstein |  |  |       |  |  |                                                |  |  |                                                  |  |
|                                                               |                                                                | Edmunda Maria von Dietrichstein-Nikolsburg                         | Ferdinand Joseph, III principe di Liechtenstein |  |  |       |  |  |                                                |  |  |                                                  |  |
|                                                               |                                                                | Edmunda Maria von Dietrichstein-Nikolsburg                         | Maria Elisabeth von Eggenberg                   |  |  |       |  |  |                                                |  |  |                                                  |  |
|                                                               |                                                                | Edmunda Maria von Dietrichstein-Nikolsburg                         |                                                 |  |  |       |  |  |                                                |  |  |                                                  |  |